# یخچال وینیه
یخچال وینیه (اردو: وینیہ گلیشیر) یک یخچال طبیعی در گلگت-بلتستان پاکستان است که در نزدیکی یخچال‌های گوندوگرو و یخچال بالتورو قرار دارد. این یخچال به نام گادفری وینیه (۱۸۰۱–۱۸۶۳) بریتانیایی که از نخستین مسافران به کشمیر و بلتستان بود نام‌گذاری شده‌است. این یخچال امکان دسترسی به گردنه گوندوگرو را فراهم می‌کند.